# Prémio Literário Almeida Firmino
O Prémio Literário Almeida Firmino é um prémio literário instituído pela Câmara Municipal de São Roque do Pico, de forma a homenagear poeta e antigo funcionário do município com o mesmo nome.
O prémio é entregue bianualmente  a trabalhos inéditos na língua portuguesa.
É atribuído desde 1990.

## Vencedores
- 1990 – José Jorge Letria com Os amotinados do vento
- 1996 – Emília Ferreira com Marés
- 2002 – Nuno Gomes dos Santos com Um metro de vida
- 2012 – Não foi atribuído[2]